# Motacilla samveasnae
Alvéola-do-mekong ou alvéola-do-mecão (Motacilla samveasnae) é uma espécie de ave da família Motacillidae.
Pode ser encontrada nos seguintes países: Camboja, Laos e Tailândia.
Os seus habitats naturais são: matagal húmido tropical ou subtropical e rios.
Está ameaçada por perda de habitat.